# Манучарян Ніна Миколаївна
Ніна Миколаївна Манучарян (вірм. Նինա Մանուչարյան; 17 грудня 1885 — 3 вересня 1972, Єреван) — вірменська радянська акторка, народна артистка Вірменської РСР (1949).

## Біографія
З 1909 року акторка різних театрів Кавказу, в 1923—1924 роках виступала в театрі ім. Г. Сундукяна в Єревані.
Згодом виступала в єреванському ТЮГу (1924—1958 роки), була однією із засновників цього театру.
Також знімалася в кіно з 1926 року.
Померла 3 вересня 1972 року в Єревані.

## Визнання і нагороди
- Народна артистка Вірменської РСР (1949)

## Фільмографія
- 1925 — «Намус» — Шпанік
- 1926 — «Заре» — Нано
- 1926 — «Шор і Шоршор» — Ехсо
- 1927 — «Злий дух» — Замішан
- 1927 — «Раба» — Егсан
- 1930 — «Ануш» — бабуся Ануш
- 1932 — «Ледар» — мати
- 1933 — «Арут» — мати
- 1935 — «Пепо» — сваха Нателла